# هنگ ۴ تفنگداران دریایی
هنگ ۴ تفنگداران دریایی (انگلیسی: 4th Marine Regiment) یک هنگ پیاده‌نظام از سپاه تفنگداران دریایی ایالات متحده آمریکا است. این هنگ در کمپ شواب در اوکیناوا، ژاپن مستقر است و بخشی از لشکر ۳ تفنگداران دریایی از نیروی سوم تفنگداران دریایی اعزامی است.
هنگ ۴ تفنگداران دریایی مانورهای ساحلی را برای تأمین امنیت یا تصرف مناطق کلیدی دریایی در همکاری با متحدان و نیروی مشترک برای جلوگیری از تجاوزات دشمن یا شکست حمله دشمن انجام می‌دهد. هنگ ۴ تفنگداران دریایی در سال ۱۹۱۴ تأسیس شد.